# Krieg der Königreiche – Battlefield Heroes
Krieg der Königreiche – Battlefield Heroes (Originaltitel: Pyeongyang-seong, dt. „Festung Pjöngjang“) ist eine Komödie des südkoreanischen Regisseurs Lee Jun-ik. Es ist der Nachfolger des 2003 erschienenen Films Once Upon a Time in a Battlefield. Der Film mischt historische Figuren mit fiktionalen Ereignissen und erzählt in satirischer Weise von einem Krieg des Reichs Shilla und der chinesischen Tang-Dynastie gegen das Königreich Goguryeo.

## Handlung
Im Jahr 668 planen der König von Shilla und der Feldmarschall der chinesischen Tang-Dynastie einen Angriff auf das Königreich Goguryeo. Shilla soll dafür das Reich Baekje erhalten. Beim ersten Angriff verstirbt General Yeon Gaesomun. Als seinen Nachfolger bestimmt der im Sterben liegende Yeon seinen zweiten, kampfeslustigen Sohn Nam-geon, während sein ältester Sohn, der kompromissbereite Nam-saeng, in die Politik gehen soll. Nam-geon möchte den Krieg unter allen Umständen im Kampf gewinnen, während sein Bruder mit den anderen Reichen verhandeln möchte. Die Angriffe Shillas und Tang-Chinas sollen gemeinsam mit der Haupteinheit Shillas. Doch Feldherr Kim Yoo-sin hält diese zurück. Er warnte seinen König, die Tang würden nach der Eroberung Goguryeos das Königreich Baekje nicht an Shilla zurückgeben, sondern Shilla angreifen. Der König vertraut auf seine Worte.
Der Feldherr Kim Yoo-sin macht vor dem General der Tang eine Szene, um vom Fernbleiben der Haupteinheit abzulenken. Er berichtet, diese würde von Goguryeo in der Nähe Seouls aufgehalten werden. Unzufrieden nimmt der Tang-Marschall dies hin, verweist aber auf die mangelnde Zeit. Die Burg Pjöngjang müsse noch vor dem ersten Schnee erobert werden. Goguryeo kann sich derweil erfolgreich verteidigen, in dem die anrückenden Feinde mit Mandarinen beschossen werden und danach Bienen auf die Angreifer losgelassen werden. Für Shilla kämpfen dabei anstatt der Haupteinheit Soldaten aus Baekje. Der Tang-General ist aber sehr unzufrieden mit diesen, da sie häufig versuchen, sich vom Schlachtfeld zu stehlen.
Bei der nächsten Schlacht landet der Shilla-Soldat Thingy in den Händen Goguryeos. Gleichzeitig wird Nam-saeng von Nam-geon per Katapult in das Lager des gegnerischen Heeres geschossen. Um die Moral der Truppen von Shilla und Tang zu schwächen, zwingen die Soldaten Goguryeos ihn per Lautsprecher die Nachricht zu übermitteln, dass der Kampf sinnlos sei und das sie nach Hause gehen sollten. Die Ansprache bewegt viele Soldaten, auch auf Seiten Goguryeos. Auf der anderen Seite sucht Nam-saeng Asyl bei den Tang. Kim Yoo-sin ist über das Wiedersehen erfreut, kommt aber nicht an ihn heran. Sein Plan ist, dass Goguryeo die Truppen der Tang dezimiert, sodass seine Haupteinheit die Tang besiegen kann. Doch Nam-saeng wird vom General der Tang ein großes Land versprochen, wenn er ihn unterstützt.
Thingy wird derweil als Held gefeiert und hat einen Wunsch bei Nam-geon frei. Er bittet, die Goguryeo-Kriegerin Gap-sun zu heiraten, die jedoch abgeneigt ist. Dennoch wird die Hochzeit vollzogen, doch sie geht auf Distanz zu ihm. Bei der nächsten Schlacht setzt Goguryeo eine tödliche Geheimwaffe ein und kann sich verteidigen. Nam-saeng hat derweil einen Plan, um Nam-geon aus der Reserve zu locken. So täuschen die Gruppen von Tang und Shilla einen Rückzug vor. Nam-geon reitet diesen mit seinen Truppen nach, um sicherstellen, dass sie nicht wiederkommen. Stattdessen haben diese sich neu formiert und greifen Nam-geon an, der sich nur mithilfe seines jüngeren Bruders retten kann. In Nam-san wachsen auch Zweifel, dass der Kampf für Goguryeo zu gewinnen sei. Nam-saeng tritt an ihn heran, er müsse in der nächsten Schlacht für die Tang das Tor öffnen, er habe mit den Tang verhandelt.
Für die nächste Schlacht trifft die Haupteinheit ein. Doch die Tang sind skeptisch gegenüber Shilla und wollen sie nicht an der Front sehen. Gleichzeitig setzt Kim Yoo-sin eine Geheimeinheit ein, die sich als Goguryeo-Krieger verkleiden, in die Burg eindringen, und verhindern sollen, dass das Tor geöffnet wird und dass die Geheimwaffe den Tang in die Hände fällt. Doch nach einiger Zeit kann der König Goguryeos das Tor öffnen und sucht Nam-saeng und den Tang-General zur Verhandlung auf. Nam-geon wird in der Schlacht getötet zum Schock von Nam-saeng und Nam-san. Zudem widerruft der Tang-General alle Versprechungen. Doch dann trifft die Haupteinheit und der König Shillas ein. Die Tang müssen sich zurückziehen und der Krieg endet. Kim Yoo-sin gibt seinen Kämpfern die Weisheit auf den Weg, dass es am besten sei, nicht zu kämpfen. Am Schluss lebt Thingy glücklich mit Gap-soon zusammen, die in Erwartung eines Kindes ist.

## Rezeption
Krieg der Königreiche – Battlefield Heroes lief am 27. Januar 2011 in den südkoreanischen Kinos an und verzeichnete insgesamt über 1,7 Millionen Zuschauer. Das Lexikon des Internationalen Films schreibt: „Fortschreibung des Historienepos ‚Once Upon a Time in a Battlefield‘ (2003), das trotz beeindruckender Kampfszenen und prächtiger Ausstattung nie die Dichte, Gelöstheit und den Humor seines Vorgängers erreicht.“ Kevin Thomas von der Los Angeles Times zieht hingegen ein positives Fazit und bezeichnet den Film als „unterhaltsame Kriegssatire“. Insbesondere Kim Min-sang als Thingy sei das Highlight als unbeholfener Held, der weiß, dass Krieg für die Armen nie etwas ändere. Auch Ronnie Scheib von der Variety sieht den Film positiv mit einprägsamen Figuren. Die Könige und Generäle würden Pläne schmieden und die Soldaten wie Schachfiguren bewegen, während die eingezogenen Bauern nur versuchen auf dem Schlachtfeld zu überleben.